# 新北市馬禮遜美國學校
新北市馬禮遜美國學校（英文：Morrison Academy Taipei）是位在新北市林口區的國際學校。提供台灣從幼稚園到十二年級優良品質的基督教育。目前已經獲得The Association of Christian Schools International （ASCI）http://www.acsi.org  （页面存档备份，存于） 和 The Western Association of Schools and Colleges （WASC） http://www.wasc.org （页面存档备份，存于） 
兩所國際知名評鑑機構的認證。

## 歷史

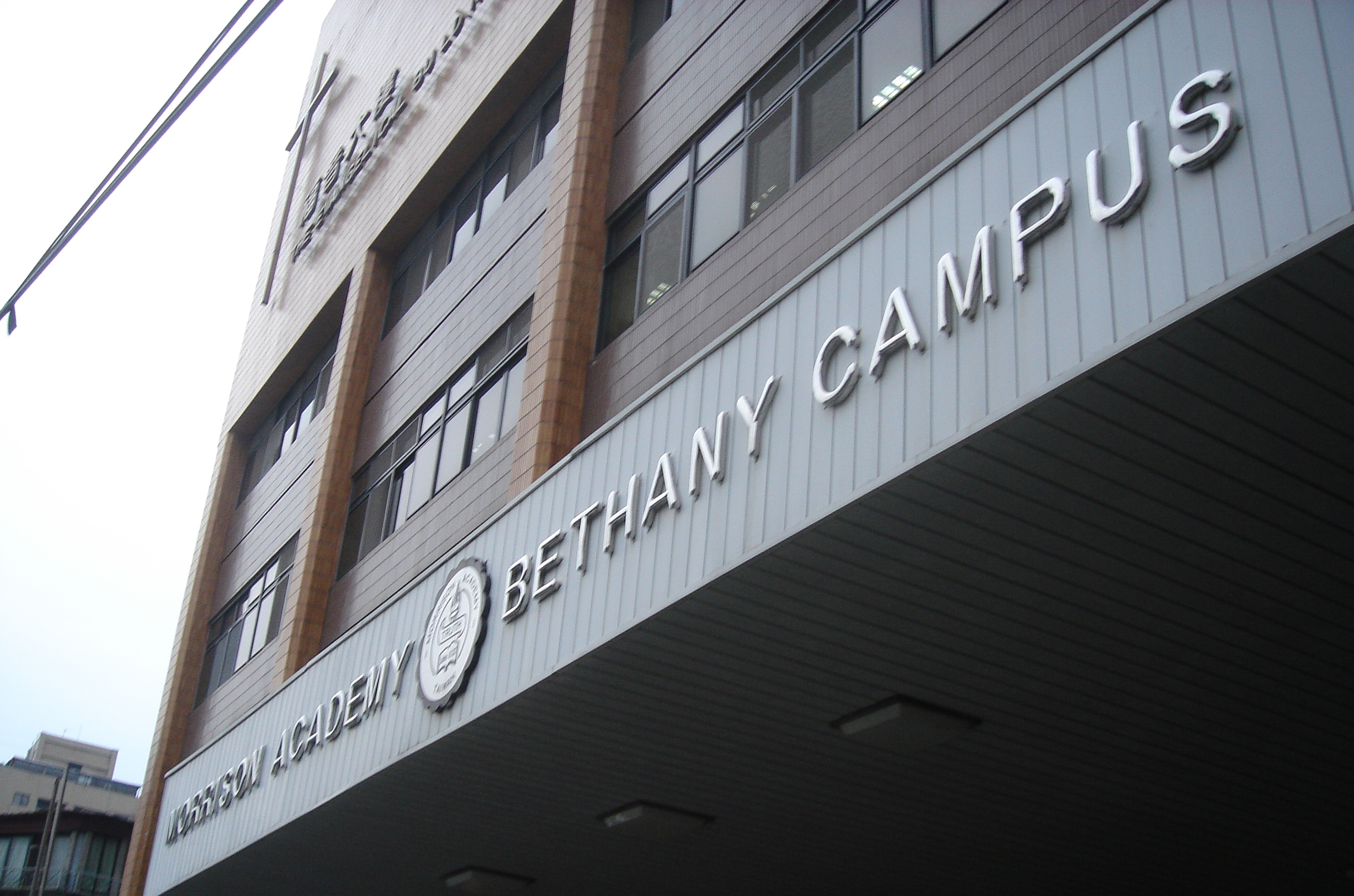
舊校區(伯大尼美國學校)的福音大樓

- 1961年，以「伯大尼基督教會學校」為名創校，校址位於臺北市中華福音神學院旁。
- 1967年，加入馬禮遜基督教協會，正式併入馬禮遜學校系統，校名改為「伯大尼美國學校」。
- 2017年9月，馬禮遜美國學校林口校區動工。[1]
- 2020年2月，林口校區完工遷入，中文校名更名為「新北市馬禮遜美國學校」。

## 校園設施
- 體育館 （兼室內籃球場）
- 停車場 （兼室外籃球場）
- 圖書館
- 禮堂
- 電腦教室
- 華語輔助教學中心
- 科學實驗教室
- 英語輔助教學中心

## 學生概況
目前台北校區K-9年級的人數是215，教師對學生比例在1:7 左右，大約半數從此分校畢業的同學，會至天母台北美國學校，繼續高中課程，另一半會至台中馬禮遜高中部就讀，並住在台中的宿舍。

## 體育活動
目前有國中部和JV-B 的如下的校隊， 經常參加全島的運動比賽。
- 壘球
- 籃球
- 田徑
- 排球
- 足球

## 外部連結
- 新北市馬禮遜美國學校 （页面存档备份，存于）